# Lioptera
Lioptera is een geslacht van kevers uit de familie van de loopkevers (Carabidae). De wetenschappelijke naam van het geslacht is voor het eerst geldig gepubliceerd in 1869 door Chaudoir.

## Soorten
Het geslacht Lioptera omvat de volgende soorten:
- Lioptera bloetei Louwerens, 1953
- Lioptera brevicornis Heller, 1903
- Lioptera erotyloides Bates, 1883
- Lioptera louwerensi Andrewes, 1941
- Lioptera malayana Heller, 1903
- Lioptera oberthueri Heller, 1903
- Lioptera plato Bates, 1883
- Lioptera pseuda Heller, 1903
- Lioptera quadriguttata Chaudoir, 1869
- Lioptera tetraspila Heller, 1903